# Sundmyren Åflo
Sundmyren Åflo este o arie protejată (arie specială de conservare — SAC, sit de importanță comunitară — SCI) din Suedia întinsă pe o suprafață de 66,5 ha, integral pe uscat.

## Localizare
Centrul sitului Sundmyren Åflo este situat la coordonatele 63°30′25″N 13°47′12″E / 63.507°N 13.7867°E.

## Înființare
Situl Sundmyren Åflo a fost declarat sit de importanță comunitară în iulie 2009 pentru a proteja 1 specie de animale. Situl a fost protejat și ca arie specială de conservare în decembrie 2017.

## Biodiversitate
Situată în ecoregiunea boreală, aria protejată conține 3 habitate naturale: Fânețe montane, Taiga vestică, Mlaștini alcaline.
La baza desemnării sitului se află o specie protejată de  nevertebrate: Lycaena helle.